# Jリーグ (企業)
株式会社Jリーグ（ジェイリーグ）は、日本プロサッカーリーグ（Jリーグ）関連の事業展開を行う企業。公益社団法人日本プロサッカーリーグの関連会社。
元々はJリーグ公式映像の制作・販売、オフィシャルグッズの企画販売、海外放映権管理を行っていた。

## 概要
2017年4月1日に、Jリーグの関連会社である「ジェイリーグエンタープライズ」の事業部門（Jリーグ公式グッズの企画・製造・販売、および肖像権管理）を関連会社だった「ジェイリーグフォト」に吸収分割（同時に同社は「Jリーグマーケティング」に改名）し、残ったグループ統括部門をもって持株会社化して成立、「株式会社Jリーグホールディングス」に社名変更した企業である。（公社）日本プロサッカーリーグ及び上部団体である日本サッカー協会 (JFA) のほか、政府系ベンチャーキャピタルである東京中小企業投資育成の出資も受けている。
前社長の小西孝生は1992年にJリーグに入り、長年にわたって放映権ビジネスを担当。2000年からはJFAでスポンサーシップや放映権管理などを担当していた人物。Jリーグメディアプロモーション社長時代の2016年2月にJリーグの特任理事に就任している。
2020年1月1日付をもって、グループ会社のJリーグデジタル・Jリーグメディアプロモーション・Jリーグマーケティングを吸収合併し、「株式会社Jリーグ」に商号変更した。合併後も各企業の事業内容をセクション化して残している。
新型コロナウイルス感染症流行に伴う環境激変に対応するため、2022年1月1日付をもって、大半の事業を（公社）日本プロサッカーリーグに移管し、株式会社Jリーグはゲーム仲介監修、経営指導、新規事業開発に特化した企業となった。

## かつての事業
以下の事業は2022年1月1日より（公社）日本プロサッカーリーグの事業となっている。
マルチメディアカンパニー部門
旧・Jリーグメディアプロモーションの事業。Jリーグ公式試合等の映像・静止画の管理販売。
エンターテインメントカンパニー部門
旧・ジェイリーグエンタープライズの事業。Jリーグ公式グッズの商品開発、肖像権管理、イベント企画など。1993年12月16日に「ジェイリーグフォト株式会社」として設立。2017年4月1日に旧・ジェイリーグエンタープライズの事業部門並びに（株）Jリーグデジタルエンタテインメントを吸収合併して商号変更。
グローバルカンパニー部門
旧・Jリーグマーケティングの事業。海外放映権の販売、マーケティング、プロモーションなど。1993年12月16日に「ジェイリーグフォト株式会社」として設立。2017年4月1日に旧・ジェイリーグエンタープライズの事業部門並びに（株）Jリーグデジタルエンタテインメントを吸収合併して商号変更。
コーポレート部門
従来のJリーグホールディングスの事業。総務・人事管理部門。

## 関連会社
- 株式会社ジェイ・セイフティ - 損害保険代理店[2]。
- 株式会社イマジカ・ライヴ - メディアセンター運営、映像アーカイブ、中継・制作。2012年にイマジカ・ロボット ホールディングスの完全子会社として設立。2017年8月28日に旧・Jリーグデジタルが第三者割当増資により出資[7]。

## かつての関連会社
株式会社Jリーグに組織変更前に存在し、事業が引き継がれなかった関連会社。
- 株式会社Jリーグデジタル - Jリーグ公式映像製作・ライブ映像配信等。2017年1月4日設立。合併に際し、Jリーグデジタルの行ってきた Jリーグ公式映像製作等の業務は（公社）日本プロサッカーリーグに移管。
- 株式会社J ADVANCE - Jリーグに関する看板の設置・管理[2]。組織変更前にJリーグホールディングスの出資を引き揚げ、関連会社ではなくなった。